# Герб Ямальского района
Герб Ямальского района Ямало-Ненецкого автономного округа

## Описание герба
«В серебряном поле с лазоревой (голубой, синей) трижды выщербленной оконечностью отвлеченная черная голова оленя с золотыми глазами и пламевидными лазоревыми рогами; над оконечностью три лазоревые рыбы с золотыми глазами.
Девиз "Я МАЛ" начертан золотом на лазоревой девизной ленте».

## Обоснование символики
Основной идеей герба Ямальского района стало совмещение национального оленеводства местного коренного населения (голова оленя украшенная национальным орнаментом указывают на это) и разработкой крупнейших месторождений газа, с которыми неразрывно связаны становление и развитие района, что символизирует голубой пламевидный цвет рогов оленя.
Черный цвет в геральдике символизирует благоразумие, мудрость, скромность, честность и вечность бытия. Золото - символ богатства природы. Голубой цвет символ искренности, красоты и добродетели; символ неба, высоты и глубины.
Голубая оконечность и рыбы показывают то, что Ямальский район расположен на берегах Северного Ледовитого океана и Обской губы, богатой рыбой.
Серебряный цвет поля говорит о бескрайних северных просторах Ямала. Серебро в геральдике символизирует совершенство, чистоту, мудрость, мир, благородство и благочестие.
Девиз "Я МАЛ" в переводе с ненецкого языка - "Край земли".
В гербе Ямальского района языком геральдических символов гармонично отражены история становления района, его природные особенности и богатства, а также основной профиль деятельности местного населения и национальный колорит.
Авторы герба района:  Константин Моченов (идея герба, г. Химки); Роберт Маланичев (художник, Москва).
Герб утвержден решением № 38 Собрания представителей Ямальского района от 28 декабря 1998 года и внесен в Государственный геральдический регистр Российской Федерации — № 922.